# Teretrius stebbingii
Teretrius stebbingii är en skalbaggsart som först beskrevs av Lewis 1901.  Teretrius stebbingii ingår i släktet Teretrius och familjen stumpbaggar. Inga underarter finns listade i Catalogue of Life.